# 大名公主
大名公主（1368年—1426年3月30日），明朝公主，明太祖朱元璋第七女。
洪武元年出生。洪武十五年七月二十四日（1382年9月2日），下嫁李堅。李堅的父親李英曾任驍騎右衛指揮僉事，后因征戰雲南戰死。李堅有才能，婚後擔任前軍都督府事。建文年間（1399年—1402年），擔任左副將軍征討燕王朱棣。其勝負相當，封灤城侯。后在滹沱河之戰，墮馬被捉，在押送北平的路上死亡。公主有一子李莊。后明成祖朱棣即位，因公主身份，其子倖免于難。
永乐二十二年十一月壬申（1424年11月21日），進封大名大長公主。宣德元年二月二十二日（1426年3月30日），公主去世，享年五十九岁。